# Орден «За вклад в развитие сотрудничества»
Орден «За вклад в развитие сотрудничества» (туркм. Hyzmatdaşlygy ösdürmäge goşandy üçin) — государственная награда Туркмении.

## Положение об ордене
1. Орден Туркмении «Hyzmatdaşlygy ösdürmäge goşandy üçin» учреждён для награждения лиц, внёсших большой вклад в развитие сотрудничества между Туркменией и другими государствами в экономике, науке, технике и в других областях, способствующего укреплению могущества страны.
2. Орденом Туркмении «Hyzmatdaşlygy ösdürmäge goşandy üçin» награждаются выдающиеся государственные и общественные деятели иностранных государств.
3. Награждение орденом Туркмении «Hyzmatdaşlygy ösdürmäge goşandy üçin» производится:
- за особые заслуги в укреплении мира, дружбы, сотрудничества и взаимопонимания между народами;
- за значительный вклад в развитие экономического, научно-технического и культурного сотрудничества Туркмении с иностранными государствами;
- за весомый вклад в реализацию государственных программ Туркмении по развитию экономики, науки, культуры, искусства, образования, здравоохранения и других сфер, крупных совместных проектов;
- за большие заслуги в развитии науки и техники, в разработке и внедрении достижений научно-технического прогресса и инновационных технологий в экономику страны;
- за высокие заслуги в сферах государственной и общественной деятельности.

4. Лицам, удостоенным ордена Туркмении «Hyzmatdaşlygy ösdürmäge goşandy üçin» вручаются орден Туркмении «Hyzmatdaşlygy ösdürmäge goşandy üçin» и удостоверение к нему.

## Описание ордена
Орден Туркмении «Hyzmatdaşlygy ösdürmäge goşandy üçin» состоит из двух частей, наложенных друг на друга. Нижнюю часть ордена составляет шестнадцатиугольник, каждый острый угол которого инкрустирован циркониевым камнем красного цвета. Общий диаметр ордена - 44 мм. Шестнадцатиугольник, составляющий основу ордена, окаймлён эмалевой полосой зелёного цвета.
Верхняя часть ордена состоит из двух кругов. Диаметр внешнего круга составляет 34 мм, внутреннего круга - 24 мм. Во внутреннем круге находятся выполненные в выпуклой форме изображения карты Туркмении на фоне земного шара, покрытой эмалью зелёного цвета, позолоченного Монумента Независимости Туркмении, а с правой стороны - трёх золотистых волн, символизирующих экономический рост.
С наружной стороны внутреннего круга ордена в верхней части кольца шириной 5 мм, покрытого зелёной эмалью, расположена надпись «HYZMATDAŞLYGY ÖSDÜRMÄGE GOŞANDY ÜÇIN», а в нижней части находятся расходящиеся позолоченные оливковые ветви.
Орден с помощью колечка соединяется с колодкой в форме флага, покрытой эмалью зелёного цвета, имеющей ширину 30 мм, высоту 20 мм. На колодке изображены пять национальных гёлей, полумесяц и пять звёзд.

Орден Туркмении «Hyzmatdaşlygy ösdürmäge goşandy üçin» и его колодка изготавливаются из позолоченного серебра 925 пробы.

## Награждённые
1. Путин, Владимир Владимирович (1 октября 2017 года) — Президент Российской Федерации[2]
2. Эрдоган, Реджеп Тайип (29 ноября 2021 года) — Президент Турецкой Республики[3]
3. Матвиенко, Валентина Ивановна (12 мая 2022 года) — Председатель Совета Федерации Федерального Собрания Российской Федерации[4]
4. Гафарова, Сахиба Али кызы (8 декабря 2022 года) — Председатель Милли Меджлиса Азербайджанской Республики[5].
5. Мирзиёев, Шавкат Миромонович (5 августа 2025 года) — Президент Республики Узбекистан[6]